# Região Norte (Estados Unidos)
A Região Norte dos Estados Unidos, ou simplesmente Norte, é a maior e mais populosa das três grandes regiões dos Estados Unidos. Historicamente sempre foi uma região rica e com uma grande população, porém sua economia e status dentro da república vem declinando desde meados do século XX, com fechamento de fábricas, queda nos investimentos e movimentos migratórios para outros estados, especialmente na costa leste.